# توپولف تی‌بی-۳
توپولف تی‌بی-۳ (روسی: Тяжёлый Бомбардировщик) یک بمب افکن سنگین بود که در خلال دهه ۳۰ میلادی و در طول جنگ جهانی دوم در نیروی هوایی اتحاد جماهیر شوروی به کار گرفته می‌شد.